# Tom Johnston
Charles Thomas Johnston (15 de agosto de 1948) es un músico estadounidense. Es guitarrista y vocalista, conocido principalmente como fundador, guitarrista, vocalista principal y compositor del grupo de rock The Doobie Brothers, así como por su propia carrera en solitario. Ha tocado de forma intermitente con The Doobie Brothers durante 50 años, en varios estilos. Fue incluido en el Salón de la Fama del Rock and Roll como miembro de The Doobie Brothers en 2020.

## Carrera musical

### Primeros años hasta 1975
Johnston nació en Visalia, California. Sus mayores influencias musicales durante su juventud fueron Little Richard, Bo Diddley, Elvis Presley, James Brown y otros artistas de rhythm and blues que aparecían en la radio en la década de 1950. Tras un breve paso por la escuela con el saxofón y el clarinete, a los doce años Johnston empezó a tocar la guitarra. Dijo: "Empecé con el clarinete a los siete años y lo toqué durante ocho. También toqué el saxofón durante tres años, la batería durante un año y medio, y empecé a tocar la guitarra cuando estaba en séptimo curso. Eso fue más bien un viaje de rebelión/imagen. Pero me sentía como en casa con la guitarra. Me encantaba el saxofón y tocaba el tenor y el barítono. Pero, por desgracia, cuando colgué el clarinete, colgué todos los instrumentos de lengüeta y empecé a tocar la guitarra, y no volví a tocarlos. Aprendí a tocar la guitarra y un poco de piano en casa. Toqué el piano en el primer álbum de The Doobie Brothers, y un poco de armónica en algunos otros". Al principio de su carrera tocó en varias bandas, incluida una banda de bodas mexicana que tocaba mitad soul y mitad música latina. Su interés por el rhythm and blues le llevó a cantar en un grupo de soul de una ciudad vecina y, finalmente, a su propia banda de blues.

Por aquel entonces tenía 22 años, pagaba el alquiler y me lo pasaba en grande. Era un campista feliz en aquellos días.
Fuente de la entrevista: Michael Cimino, CottageViews, 31 de enero de 2001

Johnston se trasladó a San José para terminar la universidad y empezó a tocar en grupos de la ciudad. Allí conoció a Skip Spence, antiguo baterista de Jefferson Airplane y guitarrista/miembro fundador de un grupo que tuvo una gran influencia en los Doobie Brothers: Moby Grape. Spence presentó a Johnston a John Hartman. Johnston estudiaba diseño gráfico en la Universidad Estatal de San José y acabó viviendo en el 285 de South 12th Street, que era el centro musical de San José en aquella época. "No importaba si tocaban la B-3 o la batería, la guitarra, el bajo o los cuernos, todos acababan en nuestro sótano", recuerda Johnston. Johnston y Hartman pronto formaron su propia banda, Pud, con Greg Murphy al bajo. Pud tocó en muchos clubes de San José y sus alrededores, incluido el Golden Horn Lounge (que ya no existe) en Cupertino, California. Aquí conocieron a Pat Simmons. Hartman y Johnston vivieron en la casa de la calle 12 durante unos cuatro años; cuando se unió a ellos Dave Shogren para sustituir a Greg Murphy y se reclutó a Pat Simmons, tuvieron el núcleo de una nueva banda, y Pud dio paso a The Doobie Brothers.
A lo largo de gran parte de una discografía inicial de siete años y seis álbumes, Johnston escribió y cantó muchos de los primeros éxitos de The Doobie Brothers, incluyendo "Listen to the Music" (#11 Top 100 Billboard Hit -1972), "Rockin' Down the Highway", "China Grove" (#15 Billboard Hot 100 Hit), "Long Train Runnin'" (#8 Billboard Hot 100 Hit), "Another Park, Another Sunday" (#32 Billboard Hot 100 Hit), y "Eyes of Silver" (#52 Billboard Hot 100 Hit). También cantó el éxito "Take Me in Your Arms" (#11 Billboard Hot 100 Hit -1975) (escrito por Holland-Dozier-Holland).

### Años intermedios y en solitario 1976-1987
En diciembre de 1973, la revista musical británica NME informó de la noticia relativamente trivial de que Johnston había sido detenido en California por un cargo de posesión de marihuana. Sin embargo, lo más grave es que, tras años de un estilo de vida de giras por carretera y problemas de salud relacionados con úlceras estomacales que se mantuvieron desde la escuela secundaria, Johnston enfermó gravemente en la víspera de una gran gira que comenzó en Memphis, Tennessee, en 1975 para promocionar Stampede. El estado de Johnston era tan precario que tuvo que ser hospitalizado de urgencia por una úlcera sangrante. Con Johnston convaleciente y la gira ya en marcha, su compañero de los Doobie Brother, Jeff Baxter, propuso reclutar a un exalumno de Steely Dan para cubrir el hueco. Esto llevó a la contratación de emergencia de Michael McDonald, que se convirtió en el cantante principal de la banda. Restablecido en 1976 y de nuevo brevemente en la banda, Johnston contribuyó con una canción original a Takin' It to the Streets ("Turn It Loose"), y también añadió un cameo vocal al tema de Pat Simmons "Wheels of Fortune". También hizo apariciones en directo con la banda en 1976 (apareciendo en un concierto filmado ese año en Winterland en San Francisco, cuyos extractos aparecen ocasionalmente en VH1 Classic), pero fue marginado una vez más en el otoño debido al agotamiento. Ninguna de las canciones de Johnston apareció en Livin' on the Fault Line, aunque había escrito y la banda había grabado cinco de sus composiciones para el álbum. Finalmente, antes de que saliera a la venta Fault Line, Johnston retiró sus canciones y abandonó la banda que había cofundado (aunque recibió crédito por las guitarras y las voces y apareció en la foto de la banda de la funda interior del álbum). Tras unos años de recuperación de la salud, pero con crecientes diferencias en la dirección musical entre los miembros de la banda, Johnston finalmente dejó la banda en 1977 para seguir una carrera en solitario que produjo dos álbumes con Warner Bros: Everything You've Heard Is True y Still Feels Good (reeditado en disco compacto por Wounded Bird Records), y el éxito del Billboard Hot 100 "Savannah Nights" (#34 Top 100 Billboard Hit -1980).
A finales de la década de 1970 y principios de la de 1980, Johnston salió de gira con la Tom Johnston Band, que contaba con su compañero Doobie John Hartman a la batería. Mientras trabajaba en sus proyectos en solitario, en 1982 Johnston volvió a unirse a la banda para un concierto de despedida, tras el cual los Doobie Brothers dejaron de actuar como banda durante los siguientes cinco años.
En 1985, Johnston realizó una gira por los clubes de Estados Unidos con un grupo llamado Border Patrol, que también incluía a los antiguos Doobies Michael Hossack y, brevemente, Patrick Simmons. Este grupo hizo una gira pero nunca grabó. En 1987, contribuyó con una melodía a la banda sonora de Dirty Dancing titulada "Where Are You Tonight?".

### Años actuales 1987-presente
Johnston se unió a The Doobie Brothers cuando se reunieron para una breve gira en 1987. Este acontecimiento llevó a la reforma permanente de la banda, en la que Johnston volvió a actuar junto al cofundador Simmons. Johnston coescribió, cantó y contribuyó con un solo de guitarra en el último gran éxito del grupo, "The Doctor" (del álbum Cycles de 1989). A este le siguió el álbum Brotherhood, en 1991, que incluía cuatro canciones de Johnston, y Sibling Rivalry, en 2000, con el sencillo "People Gotta Love Again". El álbum más reciente de los Doobies, World Gone Crazy, de 2010, contiene 13 canciones, ocho de las cuales fueron escritas por Johnston, incluyendo la canción que da título al álbum y el primer sencillo "Nobody", una regrabación del primer sencillo de la banda en 1971.

Con Pat Simmons, Johnston escribió Long Train Runnin': Our Story of The Doobie Brothers (2022).

## Equipamiento de carretera y de estudio
"La mía [la primera guitarra] fue una Harmony acústica con agujeros en forma de Fa. Después me compré una Kay eléctrica de una sola púa con un amplificador barato, ya que era lo único que me podía permitir". Johnston posee ahora una Fender Stratocaster de mediados de los años 50 que ha estado en su colección desde los años 70. Tiene una Les Paul Deluxe goldtop de 1970 con las clásicas pastillas P-90 'soapbar' blancas, adornadas con una bandera americana, que ha sido su principal Les Paul durante 40 años. También cuenta con una PRS Custom 24 de 2008 como respaldo de gira para su PRS principal. Su guitarra principal de gira es una PRS Custom 24 del 25 aniversario de 2009. Tiene una incrustación Modern Eagle en el cabezal y pastillas 57/08. "Tengo muchas guitarras. Básicamente, todo lo que uso en la carretera es PRS y es lo que toco en directo. Utilizo dos guitarras básicas en directo que intercambio y tengo una acústica Martin que también toco en directo. Ahora mismo todo es Paul Reed Smith. En casa tengo una Stratocaster y tengo algunas guitarras más antiguas que he tenido durante mucho tiempo, una vieja Les Paul, una vieja 335, un par de Strats y una Telecaster. Pero en directo y cuando salgo de gira, es estrictamente PRS".
Aunque es principalmente un guitarrista eléctrico, Johnston también toca guitarras acústicas para explorar y escribir canciones. Empezó con una Gibson J-50 que se utilizó para grabar todas las partes de guitarra acústica en los cuatro primeros álbumes de los Doobie Brother y, después de que se la robaran, se pasó a las guitarras Martin. En su colección personal hay una Martin 00-18 de 1962 y una Martin D-42 de 1975, y ha escrito varias canciones con la 00-18. Johnston utiliza diversos programas informáticos en su estudio casero para componer, y Digital Performer de MOTU como programa de grabación.
Johnston ha empleado tradicionalmente un estilo de dedos principal de Clapton-Hendrix con tres dedos, y sólo utiliza los cuatro dedos para los acordes de barra. Dice: "Utilizo el dedo meñique para tocar acordes, pero no para tocar solos. La dirección en la que doblo una cuerda depende del lugar del mástil en el que se encuentre la cuerda que estoy doblando. Las cuerdas más bajas se tiran hacia abajo y las altas se empujan hacia arriba. Utilizo mucho el vibrato cuando toco en solitario. Y para el picking, tiene que ser arriba y abajo si quieres hacer mucha velocidad. También es mejor para la claridad. Para todo lo que sea más rápido que las negras, hay que usar el picking alternado o tocar con un flatpick normal y los dedos".
Johnston ha empleado tradicionalmente los flatpicks Herco Nylon Flex 50 (los antiguos "Herco mediums"), que permiten la combinación adecuada de flexibilidad y durabilidad para su ritmo de estilo chukka. Dice: "Siempre utilizo Herco medium porque no se rompen y tardan una eternidad en desgastarse. En realidad, lo peor que puedes hacer con un Herco es perderlo. Además, son fáciles de sujetar y yo sudo mucho tocando en directo. De hecho, suelo comerme el níquel de las cuerdas hasta los metales (alrededor de 1976)".
En 2007 C.F. Martin & Co. lanzó una tirada limitada de 35 guitarras Tom Johnston Signature Edition Doobie-42 Artist Edition, y Elderly Music Tom Johnston Doobie 42.